# Leucothyreus proseni
Leucothyreus proseni är en skalbaggsart som beskrevs av Martinez 1956. Leucothyreus proseni ingår i släktet Leucothyreus och familjen Rutelidae. Inga underarter finns listade i Catalogue of Life.